# Seznam budov v České Lípě
Toto je seznam staveb a budov v České Lípě, v němž jsou uvedeny nejvýznamnější objekty v České Lípě. Většina z nich pochází z 19. a 20. století, kdy byly nově postaveny, či vznikly jako přestavby starších objektů.
Centrum města bylo v roce 1992 vyhlášeno městskou památkovou zónou. Nacházejí se zde historické objekty, které jsou památkově chráněny, viz Seznam kulturních památek v České Lípě.

## Seznam staveb v České Lípě
V tomto seznamu jsou zahrnuty nejvýznamnější budovy. Uvedené budovy poskytují vedle památkově chráněných budov přehled o architektuře města. Nejvýznamnější stavby popisuje diplomová práce Jitky Kubištové Architektura 20. století v České Lípě. Zkoumá také důvody často negativního hodnocení architektury České Lípy, která byla silně ovlivněna uranovým průmyslem.
Poznámka: Poznámky o architektech a stavitelích shromáždil Vlastivědný spolek Česká Lípa. Stavební a architektonická kancelář John & Jisba v České Lípě byla založena v roce 1903 společníky Otto Heinrichem Johnem a Josefem Jisbou. Firma existovala do roku 1910 a dodnes je ve městě mnoho jí navržených vil a obytných budov.
| Obrázek | název budovy                                                                                | adrese a poloha                                               | architekt                                                        | rok vzniku              | poznámka |
| ------- | ------------------------------------------------------------------------------------------- | ------------------------------------------------------------- | ---------------------------------------------------------------- | ----------------------- | --- |
|         | vodní hrad Lipý                                                                             | Zámecká 63                                                    | Chval z rodu Ronovců (stavebník)                                 | 1268                    | Původní gotický vodní hrad ze 13. století byl v 17. století přestavěn na renesanční zámek, který byl po druhé světové válce z větší části zbourán. Areál využíván pro kulturní akce. |
|         | Červený dům                                                                                 | U Vodního hradu 57/27                                         | Jetřich Berka z Dubé (stavebník)                                 | 1583                    | renesanční letohrádek |
|         | městská radnice                                                                             | náměstí T. G. Masaryka 1/1                                    | Gottlob Alber (1846–1927)                                        | 1884                    | původně gotická stavba, novorenesanční průčelí z roku 1884 |
|         | kostel Povýšení svatého Kříže                                                               | Moskevská                                                     | Berkové z Dubé (stavebník)                                       | před rokem 1389         | Původně gotický římskokatolický kostel, do roku 2021 využíván českou pravoslavnou církví.                                                                                            |
|         | Proboštství s kostelem svaté Máří Magdaleny                                                 | nábřeží Bedřicha Smetany                                      | Berkové z Dubé (opravy kostela)                                  | pol. 13. století        | Proboštství plaských cisterciáků v České Lípě existovalo v letech 1253–1786. |
|         | kostel Narození Panny Marie                                                                 | Palackého náměstí                                             | Josef Abbondio                                                   | 1714                    | Barokní kostel, v areálu městského hřbitova, zrušeného v roce 1885. Na hřbitově se zachovala empírová hrobka továrníka a mecenáše Heinricha Wedricha.                                |
|         | někdejší pobočka České eskomptní banky                                                      | náměstí T. G. Masaryka 127/6                                  | Karl Jaray (1878–1947)                                           | 1920/21                 | obytný dům a obchod, dnes pobočka banky Moneta |
|         | obytný dům a obchod Wilhelma Schönfelda                                                     | náměstí T. G. Masaryka 133/12                                 | Emil F. Rühr                                                     | 1902                    | [ 6 ] |
|         | obytný dům a obchod Adolfa Hertera                                                          | náměstí T. G. Masaryka 167/19                                 | Josef Schneider (1847–1910)                                      | 1908                    | [ 7 ] |
|         | Městská knihovna                                                                            | náměstí T. G. Masaryka 170/22                                 |                                                                  |                         | původně okresní pojišťovna a kavárna Ring-Café |
|         | obytný dům a obchod Carla Prokopa                                                           | náměstí T. G. Masaryka 172/24                                 | John & Jisba                                                     | 1905                    | dnes cestovní kancelář |
|         | úřadovna české pošty                                                                        | náměstí T. G. Masaryka 194/27                                 | Gottlob Alber a Josef Schneider                                  | 1883                    | původně spořitelna |
|         | obytný dům a obchod Hermanna Röslera                                                        | náměstí T. G. Masaryka 198/31                                 | Emil F. Rühr                                                     | 1904                    | dnes Café Split |
|         | obytný dům                                                                                  | Škroupovo náměstí 135/14                                      | Johann Friedrich                                                 | 1895                    | [ 9 ] |
|         | býv. klášter augustiniánů s bazilikou Všech svatých, loretánskou kaplí a klášterní zahradou | náměstí Osvobození 297/1                                      |                                                                  |                         | dnes Vlastivědné muzeum a galerie v České Lípě |
|         | býv. státní reálné gymnázium                                                                | náměstí Osvobození 422/2                                      | Josef Goldbach                                                   | 1869/70                 | dnes obchodní akademie |
|         | muzeum Šatlava                                                                              | Vězeňská 189/4                                                |                                                                  | vznik asi v 16. století | býv. městská šatlava, dnes archeologické muzeum Šatlava (pobočka Vlastivědného muzea)                                                                                                |
|         | Jiráskovo divadlo                                                                           | Panská 219/3                                                  |                                                                  | 1907                    | zřízeno jako tělocvična a sál, v roce 1932 přestavěno na divadlo, arch. Richard Brosche                                                                                              |
|         | Brumofův dům                                                                                | Jiráskova 707                                                 |                                                                  | 1820                    | Dům pro potřeby židovské obce nechal postavit v letech 1820–1824 zdejší židovský obchodník Josef Brumof                                                                              |
|         | obytný dům                                                                                  | Jiráskova 713/14 a 714/12                                     | John & Jisba                                                     | 1904                    | [ 9 ] |
|         | Gansův dům                                                                                  | Nerudova 629/6                                                |                                                                  | 1867                    | býv. nemocnice v židovské čtvrti, založena v roce 1897 Salomonem a Babette Gansovými jako chudobinec pro židovskou obec, dnes obytný dům                                             |
|         | Kirchbergův dům                                                                             | Moskevská 82/6                                                |                                                                  | 1. pol. 19. stol.       | klasicistní dům, nese jméno starosty a podnikatele Adalberta Kirchberga (1796–1870), rodný dům Franze Schmeykala (1826–1894)                                                         |
|         | Kounicův dům                                                                                | Berkova 100                                                   |                                                                  | 1771                    | sídlo panských úředníků, po roce 1990 drobné obchody a provozovny, v roce 2015 dům vyhořel, probíhá jeho postupná rekonstrukce                                                       |
|         | býv. obchodní dům Baťa                                                                      | Berkova / Jindřicha z Lipé 107/2                              | Franz Josef Brandeis (1906–1945)                                 | 1931/32                 | dnes pobočka O2 a přístavba autorů Dagmar Rybářové a Ladislava Kalivody z let 1986–1990                                                                                              |
|         | obytný dům a obchod Ferdinanda Taussiga                                                     | Jindřicha z Lipé 108/25                                       | John & Jisba                                                     | 1906                    | [ 23 ] [ 24 ] |
|         | Kavárna Union                                                                               | Jindřicha z Lipé 113/24                                       | John & Jisba                                                     | 1906/07                 | secesní dům, obnovené průčelí od R. Wallersteina (1921), obchodní středisko s kavárnou Union (Unionka) v 1. poschodí                                                                 |
|         | Poklopový most                                                                              | Děčínská                                                      | Jan Záhorský (1872–1951)                                         | 1914                    | lávka přes Ploučnici s pohyblivým jezem (1914–1984), postaveno Janem Záhorským (1872–1951), restaurována jako technická památka v roce 1996                                          |
|         | Wedrichův dům                                                                               | Barvířská 737/1                                               |                                                                  |                         | obytný dům rodiny továrníka a mecenáše Heinricha Wedricha (1835–1904), od roku 1935 obchodní dům Te-Ta, dnes pobočka Fio banky                                                       |
|         | Wedrichovo muzeum                                                                           | Havlíčkova / Roháče z Dubé                                    |                                                                  | 1906                    | někdejší muzeum s knihovnou Heinricha Wedricha, otevřena roku 1906, v roce 1982 stržena                                                                                              |
|         | Wedrichova hrobka                                                                           | Palackého náměstí                                             |                                                                  | 1852                    | na bývalém hřbitově u kostela Narození Panny Marie, zřízena pro rodinu Heinricha Wedricha                                                                                            |
|         | Synagoga                                                                                    | U synagogy                                                    | Josef Goldbach                                                   | 1863/64                 | býv. Nová synagoga, zničená v roce 1938, v roce 1941 zbořena |
|         | chlapecká národní škola                                                                     | Moskevská 679/40                                              |                                                                  |                         | nejprve okresní soud, od roku 1901 chlapecká národní škola, dnes základní a praktická škola                                                                                          |
|         | Vila Ferdinanda Thumeho                                                                     | Moskevská 648/45                                              | Johann Friedrich                                                 | 1897                    | [ 40 ] |
|         | Vila Adolfa Weise                                                                           | Moskevská 649/47                                              |                                                                  |                         | dnes Villa Narex |
|         | Vila Arnolda Rosenthala                                                                     | Moskevská 650/49                                              |                                                                  |                         | [ 40 ] |
|         | Starý měšťanský pivovar                                                                     | Moskevská 651/51                                              |                                                                  | kolem roku 1690         | čtyřkřídlá dvoupodlažní renesanční budova |
|         | Hostinec Vévoda Zákupský (Restaurant Herzog von Reichstadt)                                 | Moskevská 658/61                                              |                                                                  |                         | dnes restaurant Arbes, (1840–1914) |
|         | dvojdům                                                                                     | Pod Špičákem 71, 72                                           | John & Jisba                                                     | 1904                    | obytný dům architektů Otto H. Johna a Josefa Jisby (Dvojdům John & Jisba) |
|         | nájemní dům                                                                                 | Paní Zdislavy 304/15                                          | Josef Schneider                                                  | 1902                    | [ 9 ] |
|         | secesní domy                                                                                | Pod Holým vrchem 356/4, 355/6, 354/8 a 353/10                 | John & Jisba                                                     | 1902–1905               | secesní domy (starší názvy „Alt-Heidelberg“, „Nürnberg“, „Lindau“, „Bregenz“) |
|         | Okresní soud v České Lípě                                                                   | Děčínská 390/2                                                | Moritz Hinträger (1831–1909) a Karl Hinträger                    | 1896–1898               | [ 46 ] [ 47 ] |
|         | magistrát města Česká Lípa                                                                  | Děčínská 413/9                                                |                                                                  |                         | |
|         | Villa Altschul / Villa Hrdlička                                                             | Děčínská 361/7                                                | Hugo Müller (Žitava)                                             | 1890                    | secesní vila, původně postavená pro rodinu spisovatele Jakoba Altschula (1843–1940), v roce 1940 vyvlastněna, dnes vila Hrdlička, podle investora Martina Hrdličky                   |
|         | Villa Adele                                                                                 | Děčínská 1414/10                                              |                                                                  |                         | [ 53 ] |
|         | vila                                                                                        | Děčínská 363/11                                               | Johann Friedrich                                                 | 1902                    | [ 9 ] |
|         | Sokolovna                                                                                   | Havlíčkova 424/3                                              | Eduard Posselt                                                   | 1877                    | neorenesanční budova |
|         | Chlapecká národní měšťanská škola                                                           | Pátova 406/1                                                  | Karl Roehrich                                                    | 1900/01                 | dnes základní škola Pátova |
|         | Dívčí národní měšťanská škola                                                               | Havlíčkova 426/5                                              | Moritz Hinträger a Karl Hinträger                                | 1894/95                 | prvním ředitelem školy byl skladatel Franz Mohaupt (1854–1916); dnes střední průmyslová škola                                                                                        |
|         | obytné domy                                                                                 | Arbesova 396/1 - 399/7 a Pátova 395/2                         | John & Jisba                                                     | 1906/07                 | [ 9 ] |
|         | obytný dům                                                                                  | Arbesova 410/4                                                | Johann Friedrich                                                 | 1899                    | [ 9 ] |
|         | nájemní dům                                                                                 | Arbesova 402/13, 403/15 a 404/17                              | Josef Schneider                                                  | 1910                    | [ 9 ] |
|         | správní budova                                                                              | Bezručova 3015                                                |                                                                  |                         | OSSZ Česká Lípa |
|         | Střelnice                                                                                   | U Střelnice 1                                                 | Josef Posselt                                                    | 1885                    | přestavba firma John & Jisba (1905) a Julius Teubner (1913), dnes Restaurace Střelák                                                                                                 |
|         | Evangelický kostel (augsburského vyznání)                                                   | Roháče z Dubé 1250/24                                         | Richard Brosche (1884–1965)                                      | 1927                    | dnes husitský kostel (Husův sbor), v užívání Čs. církve husitské od roku 1947 |
|         | c.k. státní gymnázium                                                                       | Mariánská 545/35                                              |                                                                  | 1882                    | býv. německé gymnázium am Schillerplatz, dnes střední odborná škola a střední odborné učiliště na Palackého náměstí                                                                  |
|         | kašna Franze Mohaupta u hudebního pavilonu v městském parku                                 | Městský park                                                  |                                                                  | 1924                    | kašna u hudebního pavilonu na počest Franze Mohaupta (1854–1916), skladatele a prvního ředitele dívčí národní a měšťanské školy                                                      |
|         | někdejší pomník Franze Schmeykala v městském parku                                          | Městský park                                                  | Julius Trautzl (1859–1958) a Anton Hellmessen (1854–1930)        | 1899                    | pomník poslanci Českého zemského sněmu JUDr. Franzi Schmeykalovi (1826–1894) v městském parku, v roce 1947 odstraněn                                                                 |
|         | Mauzoleum Franze Schmeykala                                                                 | Starý Újezd 646/1                                             | Ferdinand von Feldegg (1855–1936)                                | 1896                    | Mauzoleum JUDr. Franze Schmeykala (1826–1894) na českolipském hřbitově, mobiliář od Julia Trautzla (1859–1958)                                                                       |
|         | Kulturní dům a kino Crystal                                                                 | Boženy Němcové 2942                                           | Jiří Suchomel (* 1944), Josef Franc, Václav Alda a Tomáš Novotný | 1974–1990               | [ 76 ] [ 77 ] |
|         | obchodní centrum Banco (Uran)                                                               | náměstí Dr. Edvarda Beneše 2662                               | Emil Přikryl (* 1945)                                            | 1975–1983               | býv. nákupní středisko URAN |
|         | býv. obchodní dům PRIOR                                                                     | Erbenova 2906                                                 | Zdeněk Řihák (1924–2006) a Jana Emmerová                         | 1984–1990               | dnes nákupní středisko Andy |
|         | Pianka G. Rösler (Pianofortefabrik Gustav Rösler)                                           | Mimoňská 3223 (dříve. též Färbergasse, Rosengasse, Hrnčířská) |                                                                  | 1882                    | původně pianka, dnes nábytkové centrum |
|         | Česká spořitelna                                                                            | Hrnčířská 2985                                                | Jiří Kňákal, Zdeněk Šťastný a Luboš Kotiš                        | 1995                    | [ 82 ] [ 83 ] |
|         | Hotel U nádraží                                                                             | Bulharská 854/2 a Hrnčířská 855/92                            | Josef Kreissler                                                  | 1906                    | dnes Hotel Olympia |
|         | býv. kino Olympia                                                                           | Bulharská 853/4                                               | Richard Brosche                                                  | kolem roku 1922         | přestavba sýpky na kino, dnes Hotel Olympia |
|         | Finanční úřad                                                                               | Československé armády 1566/2                                  | Franz Josef Brandeis a H. Zuppelli                               | 1934/35                 | dnes lékařský dům |
|         | obytný dům                                                                                  | Bulharská 1488, 1454, 1891 a 1890                             | Josef Uhlíř (1891–1961)                                          | 1948                    | [ 87 ] |
|         | vlakové nádraží                                                                             | Bulharská 842/24                                              |                                                                  | 1892                    | [ 88 ] [ 89 ] |
|         | vlakové nádraží (nová budova)                                                               | Bulharská                                                     |                                                                  | 2016                    | |
|         | býv. nádraží Česká Lípa město                                                               | Mimoňská 773/2                                                |                                                                  |                         | do roku 1989 užíváno jako nádraží staré trati severočeské transverzální dráhy |
|         | přístavba základní školy Partyzánská                                                        | Partyzánská 1053/55                                           | Karl Winter (1894–1969)                                          | 1955–1958               | [ 91 ] |
|         | obytný dům                                                                                  | Dubická 978/30                                                | John & Jisba                                                     | 1903                    | [ 9 ] |
|         | dvojdům                                                                                     | Dubická 976/34 a 977/32                                       | Josef Schneider                                                  | 1908/09                 | [ 9 ] |
|         | býv. městská jatka                                                                          | Dubická 957/75 / U Jatek                                      | Anton Möller (1864–1927)                                         | 1899–1901               | [ 92 ] [ 93 ] [ 94 ] |
|         | býv. zemědělská škola                                                                       | Lužická 588                                                   |                                                                  | 1894                    | v roce 1988 stržena |
|         | Villa Paula Perlicka                                                                        | Sadová 584/1                                                  | John & Jisba                                                     | 1907                    | [ 97 ] |
|         | vila                                                                                        | Mariánská 551/47                                              | Johann Friedrich                                                 | 1900                    | [ 9 ] [ 98 ] |
|         | vila                                                                                        | Mariánská 552/49                                              | John & Jisba                                                     | 1899                    | [ 9 ] [ 99 ] |
|         | vila                                                                                        | Mariánská 553/51                                              | Emil F. Rühr                                                     | 1902                    | [ 9 ] |
|         | Vila Josefa Plachta                                                                         | Mariánská 571/52                                              | Emil F. Rühr                                                     | 1905                    | [ 97 ] [ 100 ] |
|         | Vila Antona Michela                                                                         | Mariánská 554/53                                              | Johann Friedrich                                                 | 1900                    | [ 101 ] |
|         | vila                                                                                        | Mariánská 557/55                                              | John & Jisba                                                     | 1910                    | [ 9 ] |
|         | vila                                                                                        | Mariánská 569/56                                              | John & Jisba                                                     | 1906                    | [ 9 ] |
|         | vila                                                                                        | Mariánská 568/58                                              | John & Jisba                                                     | 1905                    | [ 9 ] |
|         | nájemní dům                                                                                 | Československé armády 905/28                                  | August Zwach                                                     | 1922/23                 | [ 102 ] |
|         | nájemní dům                                                                                 | Československé armády 910/18 / Mánesova                       | Josef Čapek & František Chvojka                                  | 1921                    | [ 21 ] |
|         | nájemní dům                                                                                 | Československé armády 1578/12                                 | František Barták                                                 | 1935                    | [ 21 ] |
|         | býv. záložna                                                                                | Mánesova 1580/17                                              | František Barták                                                 | 1935                    | [ 21 ] |
|         | česká národní a měšťanská škola                                                             | Mánesova 1526/16                                              | Petr Kropáček (1889–1931) a Josef Uhlíř                          | 1931/32                 | česká škola Dr. Miroslava Tyrše, od roku 1938 říšská finanční škola, poté do roku 1945 lazaret                                                                                       |
|         | Hotel Merkur                                                                                | Mánesova 1433/18                                              | Josef a Marie Uhlířová                                           | 1928–1931               | [ 104 ] [ 105 ] |
|         | obytný dům                                                                                  | Kozákova 1568/15                                              | J. Kaplan                                                        | 1932                    | [ 104 ] |
|         | nájemní domy                                                                                | Eliášova 1636/3 a 1449/5                                      | Václav Velvarský (1894–1970)                                     | 1937/38                 | [ 4 ] |
|         | obytné domy                                                                                 | Slovanka                                                      | Josef Uhlíř                                                      | 1926                    | obytné domy neziskového stavebního družstva |
|         | obytné domy „Neue Heimat“                                                                   | Hálkova resp. U Katovny                                       | H. Schmersahl                                                    | 1943                    | stavební družstvo Neue Heimat |
|         | obytné domy na sídlišti Slovanka                                                            | Antonína Sovy 3056                                            | Pavel Švancer (1934–2019)                                        | 1965–1968               | základní škola na sídlišti Slovanka |
|         | obytný dům Typ T13/52                                                                       | Jiřího z Poděbrad 1697/10                                     | Jaromír Vacek (1925–1968)                                        | 1956/57                 | [ 110 ] |
|         | Učňovská ubytovna vagónky Tatra                                                             | Bendlova 1687/7                                               | Eduard Adamíra                                                   | 1951                    | [ 111 ] |
|         | základní škola Sever                                                                        | Školní 2520                                                   | Zdeněk Zavřel (* 1943) a Dalibor Vokáč                           | 1970–1976               | [ 112 ] |
|         | býv. pobočka plánovacích kanceláří uranového průmyslu                                       | Okružní 2338                                                  | Vilém Kastner                                                    | 1977–1980               | dnes nábytkové centrum Sever |
|         | úřadovna policie                                                                            | Pod Holým vrchem 1734/14                                      |                                                                  |                         | postaveno podle návrhu projektovacího oddělení uranky |
|         | nemocnice a poliklinika                                                                     | Purkyňova 1849                                                | Vít Obrtel (1901–1988)                                           | 1976–1985               | [ 114 ] |
|         | úřad telekomunikací                                                                         | U Spojů 2675                                                  | Lenka Vrbová                                                     | 1979–1984               | Spojprojekt Praha |
|         | Sportovní středisko                                                                         | Barvířská 2690                                                | Antonín Buchta                                                   | 1984–1988               | [ 116 ] |
|         | Gymnázium                                                                                   | Žitavská 2969                                                 |                                                                  | 1990–1993               | Stavoprojekt Liberec |
|         | okresní hasičský záchranný sbor                                                             | Karla Poláčka 3152                                            | Jaromír Syrovátko                                                | 1999–2004               | Sial - architekti a inženýři s. r. o. Liberec |